# Apicomplexa
Apicomplexa is in de biologie een groep protisten met de rang van een stam uit de groep van de Chromalveolata, waarvan vrijwel alle soorten parasitair zijn. Voor de Apicomplexa werd vroeger weleens de naam Sporozoa gebruikt. De stam omvat 4000 soorten, maar waarschijnlijk is de lijst met soorten nog lang niet compleet. Apicomplexa kunnen zowel ongewervelde als gewervelde dieren infecteren. Bepaalde soorten Apicomplexa kunnen voor mensen ernstige ziekten veroorzaken zoals malaria. Er zijn ook soorten waarmee wordt geëxperimenteerd om insectenpopulaties onder controle te houden. De soorten die tot de Apicomplexa behoren hebben gemeen dat ze ingewikkelde levenscycli hebben en dat er onderling veel verschil kan zijn tussen de levenscycli. Tijdens de levenscyclus vindt zowel ongeslachtelijke als geslachtelijke voortplanting plaats.

## Taxonomie
Indeling van Apicomplexa in klassen en onderklassen:
Stam Apicomplexa
- Klasse Conoidasida
  - Onderklasse Gregarinasina
  - Onderklasse Coccidiasina
- Klasse Aconoidasida
  - Onderklasse Haemosporasina
  - Onderklasse Piroplasmasina